# Akkoorden van Basel
De Akkoorden van Basel vormen een serie van afspraken die gemaakt zijn door de gezamenlijke centrale banken onder leiding van de Bank for International Settlements (BIS), gevestigd in de Zwitserse stad Bazel. De afspraken betreffen de richtlijnen met betrekking tot de solvabiliteit van financiële instellingen.

## Achtergrond
Een bank is een organisatie die zich (onder meer) bezighoudt met het aantrekken van gelden van derden, en het doorlenen van deze gelden aan kredietnemers. Dat impliceert een debiteurenrisico.
In de (sterk vereenvoudigde) hypothetische situatie dat een bank aan de passiva-zijde van de balans uitsluitend EUR 1000 van een klant heeft geleend (omdat de klant dit bedrag op zijn of haar rekening heeft staan), en dit bedrag heeft doorgeleend aan een ander, die in betalingsmoeilijkheden komt te verkeren, dan kan de bank de EUR 1000 niet aan de eerste klant terugbetalen. Om een dergelijke situatie te voorkomen, worden kapitaaleisen gesteld: een bank moet tegenover elk bedrag aan uitgeleend geld een zeker bedrag aan garantievermogen aanhouden, dat als "buffer" dient voor het opvangen van eventuele verliezen op de debiteurenportefeuille. Dit garantievermogen kan bestaan uit eigen vermogen (op aandelen gestort kapitaal en ingehouden winst) en, met bepaalde restricties, uit achtergestelde leningen. Dit zijn leningen die, in geval van betalingsproblemen, eerst in tweede instantie zullen worden afgelost, nadat de "gewone" schulden (aan rekeninghouders en obligatiehouders) voldaan zijn.

## Geschiedenis
In 1930 werd het samenwerkingsverband de 'Bank voor Internationale Betalingen' (BIS) opgericht, naar aanleiding van de grote problemen die Duitsland had door de hoge schulden waaronder het gebukt ging. Sinds het einde van de Tweede Wereldoorlog is BIS een overleg van nagenoeg de meeste centrale banken uit de westerse landen. BIS stelt zichzelf tot doel om solvabiliteitsposities van de centrale banken in de gaten te houden alsook regels op te stellen om de solvabiliteitsposities gezond te houden.

## Bazelse Akkoorden
De akkoorden stelden de garantie die een bank moet kunnen geven dat zij aan haar verplichtingen kan voldoen. Voor die garanties zijn solvabiliteitseisen opgesteld, eerst vervat in het Bazel Kapitaalakkoord uit 1988 (Basel I). Dit eerste akkoord houdt in dat banken standaard kredietregels krijgen voorgeschreven die tot doel hebben hun solvabiliteitsposities te verbeteren. Dit zet het consolidatiebeginsel centraal. Dit beginsel hield in dat alle activa en passiva van de onderdelen van een bankconcern bij elkaar worden geteld en de onderlinge schuld- en eigendomsverhoudingen binnen het concern tegen elkaar wegvallen. Basel II is een akkoord dat vanaf 2007 moet gelden en dat het vervolg is van het Basel I, een verdere verfijning van de regels en een aanpassing aan de veranderde situatie in de financiële wereld.

## Basel-I
Hoewel voorschriften omtrent de minimale kapitaaleisen voor banken sinds jaar en dag gebruikelijk zijn, werd het aan elke nationale toezichthoudende autoriteit overgelaten de exacte vorm daarvan vast te stellen. Dit maakte een onderlinge vergelijking van balansen van banken in verschillende landen buitengewoon moeilijk. Om hieraan tegemoet te komen, werd in 1988 door de BIS een aantal regels vastgesteld. In eerste instantie waren deze bedoeld voor de grote, internationaal opererende banken, doch in de jaren nadien werden deze regels op grote schaal door nationale toezichthouders overgenomen en voor alle, ook kleinere, banken voorgeschreven.

### Systeem Basel-I
De hoofdregel van Basel-I was dat voor normale kredieten tegenover elke EUR 100 (of welke valuta in het betreffende land wordt gehanteerd) aan uitgeleend geld ten minste EUR 8 aan garantievermogen staat. Dit is van toepassing op kredieten zonder bijzondere vorm van zekerheid, bijvoorbeeld een persoonlijke lening, of een rekening-courantkrediet van een onderneming.
Er vond echter een "korting" plaats bij sommige soorten kredieten. Een lening gedekt door een eerste hypotheek op een woning brengt minder risico's met zich mee, omdat de bank tenslotte de mogelijkheid heeft om bij wanbetaling de verbonden woning te doen verkopen. Een dergelijke lening telde niet voor het volledige bedrag mee, doch slechts voor 50%: dit werd aangeduid als "50% risk-weighted". Een staatslening ten laste van een overheid met een buitengewoon goede kredietwaardigheid, kon zelfs een 0%-risk weight hebben. (Zie hiervoor het lemma obligatierating.) Op deze wijze waren diverse categorieën risk-weightings vastgesteld: voor sommige covered bonds geldt een risk-weighting van 10% of 20%.
Een bank die haar activa geheel in Nederlandse staatsleningen zou hebben belegd, zou derhalve met een zeer klein garantievermogen kunnen werken, in theorie naderend tot nihil. In de praktijk zal dit echter nooit het geval zijn. In de praktijk placht (en pleegt, ook onder het huidige stelsel) een bank de zogeheten BIS-ratio zeer frequent te bewaken: dit is de verhouding tussen het garantievermogen en de hoeveelheid uitgeleend geld, nadat daarop de hierboven genoemde wegingsfactoren zijn toegepast. Dit cijfer diende uiteraard boven de 8% te liggen, doch in de praktijk werd (en wordt) een zekere veiligheidsmarge toegepast. Meestal zal dit globaal tussen de 11% en 13% liggen.

### Voordelen en nadelen systeem Basel-I
Het voordeel van deze methode was dat het betrekkelijk eenvoudig te berekenen en te bewaken was. Er is slechts up-to-date kennis van de samenstelling en waarde van de krediet- en handelsportefeuille nodig. In het totaal van de risicobewakingsstelsels van een bank was dit een van de eenvoudiger kwesties. Het nadeel was echter dat het een statisch systeem was. Het is in feite toegesneden op een "klassieke" visie op het bankiersbedrijf, waarin men zich in theorie uitsluitend bezighoudt met het inlenen en uitlenen van geld. De werkelijkheid is echter veel dynamischer: banken houden zich met meer zaken bezig dan alleen het kredietbedrijf. De risico's die verbonden zijn aan de effectenhandel voor eigen rekening ("trading") werden in dit stelsel niet goed belicht, en de risico's van de handel in "off-balance producten" (zoals opties en andere financiële derivaten) evenmin.
Een tweede aspect is dat er slechts naar het absolute bedrag van een lening wordt gekeken, en niet naar andere zaken. Er is echter, vanuit een optiek van risicomanagement, een groot verschil tussen een rekening-courantkrediet van EUR 1000 en een lening van EUR 1000 die eerst over 10 jaar hoeft te worden afgelost.
Een derde aspect was dat (behoudens de hierboven genoemde kortingen op de risk-weight) alle leningen "over één kam geschoren werden". Een (niet van aparte zekerheid voorziene) lening ten laste van een debiteur met een rating van AA impliceerde eenzelfde vermogensbeslag als een lening met een rating van BB. De kans op een faillissement is bij de eerste lening echter significant kleiner.

## Basel-II
Om aan deze nadelen tegemoet te komen, is vanaf 1996 gewerkt aan een nieuw stelsel. Inmiddels is het stelsel in hoofdlijnen in een groot aantal landen ingevoerd, doch met kleine (doch soms significante) verschillen.
Basel-II berust op drie "pillars" (pijlers):
- kapitaalvereisten die meer recht doen aan de feitelijk gelopen risico's, met meer aandacht voor het onderscheid tussen kredietrisico, marktrisico en operationeel risico;
- aanpassing van de werkwijze van toezichthouders;
- meer transparantie bij de informatieverstrekking door banken.

Het zwaartepunt van de wijzigingen (ten opzichte van Basel I) lag bij het eerste aspect.
Een belangrijk verschil met het huidige stelsel is hierin gelegen, dat banken de keus wordt gelaten om hetzij te kiezen voor een door de BIS opgesteld model, waarbij gewerkt wordt met de normale ratings (de "standardized approach: SA"), hetzij voor een model waarin eigen ratings worden gehanteerd ("internal ratings based": "IRB approach"). Het gebruik van de laatste methode moet wel door de betreffende toezichthouder worden toegestaan.

### Standardized approach
De methode van de standardized approach is geënt op de methode van Basel-I, doch is meer verfijnd. In plaats van een uniforme 8%-eis wordt hier ook gekeken naar de van toepassing zijnde rating. In het algemeen heeft het aanwezig zijn van een rating een verlagend effect op de kapitaaleis. Tevens wordt hierbij gedifferentieerd naar looptijd: een krediet met een looptijd van 3 maanden heeft een lager kapitaalbeslag.
Opgemerkt wordt dat de differentiatie naar ratings nog betrekkelijk grof is: de onderverdeling binnen een rating-klasse (de categorie "A" valt uiteen in A+, A en A-) wordt niet overgenomen in dit stelsel. Ten opzichte van Basel-I is er echter wel degelijk een verbetering.
Een andere wijziging is dat bij de berekening van het vermogensbeslag voor leningen aan overheden geen onderscheid meer wordt gemaakt tussen wel- en niet-OECD landen.

### Internal Ratings Based approach
Voorschriften als hier besproken, worden door banken niet slechts nageleefd omdat zij daartoe verplicht zijn. Het is ook in hun eigen belang om continu een juist inzicht te hebben in de risico's die zij lopen. Als bij het publiek of op de financiële markten twijfel zou ontstaan omtrent hun solvabiliteit en liquiditeit, zouden de gevolgen dramatisch zijn.
Binnen banken is een grote hoeveelheid kennis aanwezig omtrent de aanwezige risico's. Bij de IRB-approach wordt deze kennis aangewend voor toezichtsdoeleinden.
Een bank heeft statistische gegevens over het verliesrisico van diverse soorten kredietnemers (de kans dat zo'n debiteur zijn verplichtingen niet nakomt) en over het percentage van de vordering dat dan daadwerkelijk niet te incasseren blijkt. (De vaktermen hiervoor zijn respectievelijk "probability of default" en "loss given default".) Dit neemt de vorm aan van een uitspraak als "bij deze categorie debiteur bestaat X% kans op default op een termijn van Y jaar, en dan zal Z% van de schuld afgeschreven moeten worden." Die gegevens mogen, indien de toezichthouder daarmee akkoord gaat, gehanteerd worden als basis voor de berekening van het bij die vordering behorende kapitaalbeslag. Er kunnen wel voorschriften gegeven worden voor de wijze van berekening.
Het effect van het hanteren van de IRB-approach is evenwel dat de berekening van het bij deze debiteur behorende vermogensbeslag nog een stap "fijnmaziger" plaatsvindt dan bij de standardized approach. In enigszins grove termen geformuleerd: als het vermogensbeslag in een grafiek wordt uitgezet met het vermogensbeslag op de X-as en de kans op default op de Y-as, trekt Basel-I daar (behoudens uitzonderingen) een rechte streep in bij 8% op de X-as, trekt de standardized er een vrij grof trapsgewijs oplopende lijn in, beginnend bij 0% en eindigend bij 12%, en maakt de IRB-approach daar een curve van, beginnend bij 0%, en eindigend bij een percentage dat afhankelijk is van het meest riskante soort kredieten dat de betreffende bank pleegt te verstrekken.

## Invoering
De invoering verschilde van land tot land. Binnen de EU werd de invoering beheerst door EU-richtlijnen 2006/48, bekend als de Richtlijn banken of Capital Requirements Directive, en 2006/49, bekend als de Richtlijn kapitaaltoereikendheid. De EU-lidstaten hebben de richtlijnen in hun nationale wetgeving verwerkt (in Nederland onder meer in het Besluit prudentiële regels Wft). Nederlandse financiële instellingen zijn, uiterlijk per 1 januari 2008, op het nieuwe stelsel overgegaan.

## Aanpassingen naar aanleiding van de kredietcrisis
De ervaringen opgedaan tijdens het hoogtepunt van de kredietcrisis waren aanleiding voor nieuwe regelgeving, in de vorm van wijzigingen van het Capital Requirements Directive. Deze wijzigingen hadden vooral betrekking op het beperken van het systeemrisico (het risico dat problemen bij één bank zouden overslaan naar andere banken).

## Basel-III
Sinds eind 2009 wordt gewerkt aan een opvolger van Basel II, die inmiddels (ook door de BIS) wordt aangeduid als Basel III. De voorstellen behelsden in hoofdzaak de volgende punten:
- een verhoging van de Tier-I ratio tot uiteindelijk 7%
- invoering van een maximum voor de leverage
- invoering van contra-cyclische kapitaalsbuffers
- invoering van liquiditeitsratio's.

Dat de combinatie van de kredietcrisis en de strengere kapitaaleisen van Basel III zou leiden tot fors hogere kapitaalbehoeften van banken bleek in december 2010: het Basel Committee publiceerde een rapport waarin werd geconcludeerd dat indien de eisen van Basel III per eind 2009 onverkort zouden hebben gegolden (met een common equity Tier 1 capital ratio van 7%), het bankwezen wereldwijd € 602 miljard extra kapitaal had moeten hebben. De nieuwe regels zouden echter gefaseerd worden ingevoerd, tot 1 januari 2019, zo was reeds in juli 2010 besloten. De definitieve voorstellen dateerden van 2011.
Een van de methoden waarmee banken aan de additionele kapitaaleisen van Basel III trachtten te voldoen, betrof de uitgifte van contingent convertible bonds ("CoCos"): obligaties die in aandelen worden omgezet indien het eigen vermogen ("Tier 1-kapitaal") van een bank beneden een vooraf bepaald percentage daalt. Met behulp van dergelijke instrumenten kunnen banken eerder aan hun kapitaaleisen blijven voldoen, zonder (in op dat moment moeilijke marktomstandigheden) extra aandelen te hoeven plaatsen. Voor het extra risico ontvingen de obligatiehouders een aanmerkelijk hogere coupon dan op normale obligaties. De Zwitserse bank Credit Suisse plaatste in februari 2011 CHF 6 miljard van dergelijke obligaties, met een coupon van 9% respectievelijk 9,5%.
Op 7 mei 2013 becijferde DNB het tekort van de Nederlandse banken per 30 juni 2012 nog op € 39 miljard.
De ervaringen opgedaan tijdens en na de Kredietcrisis leidden meermalen tot aanpassingen van de voorstellen. Het definitieve besluit werd genomen in december 2017.
De voorstellen behelsden tevens de aanwijzing van een categorie global systemically important banks (ook aangeduid als G-SIBs): banken van een zodanige omvang dat een faillissement van een van hen een kettingreactie teweeg zou brengen. Aan deze banken werden aanvullende eisen ten aanzien van het vermogen verliezen te absorberen ("loss absorbency capacity") gesteld. Ook werd een (geleidelijk in te voeren) aanvullende buffer voorgeschreven geoordeeld zou worden dat de groei van de kredietverlening tot een onaanvaardbaar systeemrisico zou leiden.
In september 2022 verscheen een rapport ("Basel III monitoring exercise") waarin geconcludeerd werd dat (op basis van de cijfers per ultimo 2021 en de op dat moment geldende regelgeving) de 182 door de BIS in het onderzoek betrokken banken (waaronder alle 30 G-SIBs) toereikende vermogensbuffers hadden. Bij het toepassen van de uiteindelijk (voor 2028 voorziene) eisen zou er een tekort zijn van € 1,3 miljard.